# Municipio de Big Timber
El municipio de Big Timber (en inglés: Big Timber Township) es un municipio ubicado en el condado de Rush en el estado estadounidense de Kansas. En el año 2010 tenía una población de 152 habitantes y una densidad poblacional de 1,24 personas por km².

## Geografía
El municipio de Big Timber se encuentra ubicado en las coordenadas 38°38′23″N 99°18′39″O / 38.63972, -99.31083. Según la Oficina del Censo de los Estados Unidos, el municipio tiene una superficie total de 122.31 km², de la cual 122,28 km² corresponden a tierra firme y (0,03 %) 0,03 km² es agua.

## Demografía
Según el censo de 2010, había 152 personas residiendo en el municipio de Big Timber. La densidad de población era de 1,24 hab./km². De los 152 habitantes, el municipio de Big Timber estaba compuesto por el 98,68 % blancos y el 1,32 % eran de una mezcla de razas. Del total de la población el 0 % eran hispanos o latinos de cualquier raza.